# Helikon (klub)
Helikon – klub jazzowy, działający w Krakowie od 1956 do 1969.
Klub znajdował się przy ulicy św. Marka 15, był ozdobiony freskami Wiesława Dymnego. Grali tam i rozpoczynali karierę: Krzysztof Komeda, Tomasz Stańko, Adam Matyszkiewicz, Adam Makowicz, Andrzej Kurylewicz, Wojciech Karolak, Andrzej Dąbrowski, Jerzy Matuszkiewicz, Andrzej Jakóbiec, Wacław Kisielewski, Zbigniew Seifert, Jan Jarczyk, Jan Gonciarczyk, Janusz Stefański, Marian Pawlik, Zbigniew Raj, Janusz Muniak, Leszek Żądło, Janusz Stefański, Jacek Ostaszewski.
Od 1960 w Jazz-Klubie Helikon podczas jazzowych opłatków (przedświąteczne spotkania jazzmanów) przyznawana była nagroda Złoty Helikon. Jej laureatami byli m.in.: Krzysztof Komeda, Andrzej Trzaskowski, Zbigniew Namysłowski, Roman Dyląg, Włodzimierz Nahorny, Czesław Bartkowski. Od 1962 przyznawano również Srebrną Gwiazdę Helikonu, nagrodę honorującą muzyków grających jazz tradycyjny. Pierwszym jej laureatem został Jan Boba, pianista zespołu Jazz Band Ball Orchestra.
Klub został zamknięty decyzją władz Miasta Krakowa.